# Janáčkovy Hukvaldy

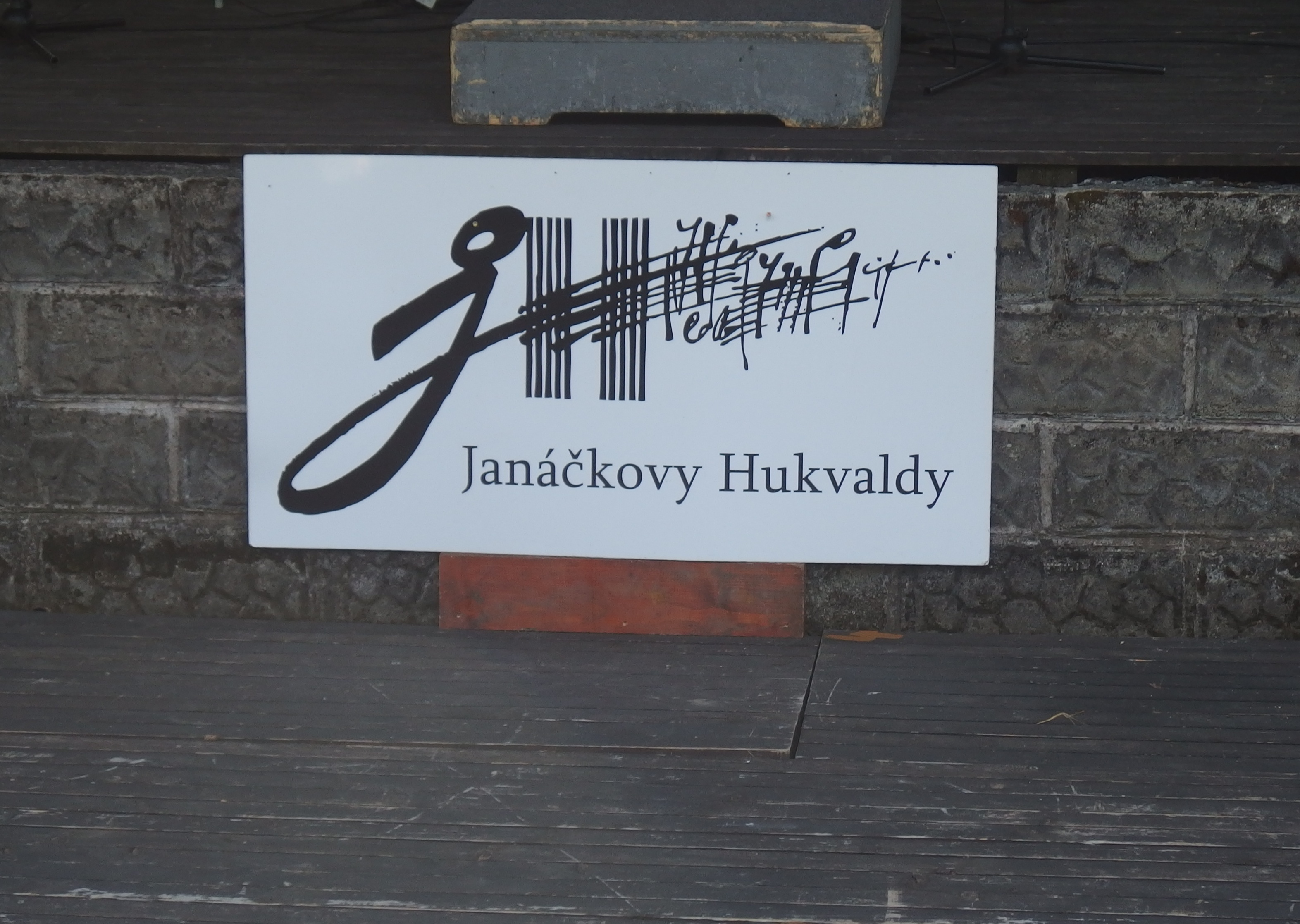
Logo festivalu

Mezinárodní hudební festival Janáčkovy Hukvaldy byl festival vážné hudby. Konal se každoročně v letních měsících. Většina koncertů a představení se odehrávala pod otevřenou oblohou. Hlavními scénami byly přírodní amfiteátr v oboře pod hradem Hukvaldy a motta (bašta) hradu. Některé koncerty se konaly také v okolních kostelích (Hukvaldy, Rychaltice, Příbor) a koncertních sálech (Frýdek-Místek). První ročník festivalu se uskutečnil v roce 1994 při příležitosti 140. výročí narození Leoše Janáčka. Navázal tak na starší festival Janáčkovo hudební Lašsko, který byl založen již v roce 1948. Prvotní ideou zakladatelů festivalu bylo uvádění děl Janáčkových, v rámci festivalu se však uskutečnily premiéry významných operních děl, ale i drobných hudebních šperků různých autorů, které jsou jen zřídka uváděny ve velkých operních domech. V novější době uvádí operní představení a koncerty z děl autorů s akcentem na českou a novější hudbu. 
Zajímavé je propojení festivalu s životem obce a jeho obyvatel především prostřednictvím žáků hukvaldské základní školy, kteří se aktivně podíleli jako účinkující v četných operních inscenacích.
Od roku 2017 začala obecně prospěšná společnost Janáčkův máj intenzivně připravovat vznik nového festivalového formátu – Mezinárodního hudebního festivalu Leoše Janáčka, pod jehož značku se sloučily v minulosti samostatné mezinárodní hudební festivaly Janáčkův máj a Janáčkovy Hukvaldy. V této nové podobě se festival uskutečnil poprvé roku 2018 a společnost tak přidala k organizaci koncertů v klasických koncertních síních také produkce v open air prostorách Hradu Hukvaldy a amfiteátru Obory Hukvaldy.

## Fotogalerie

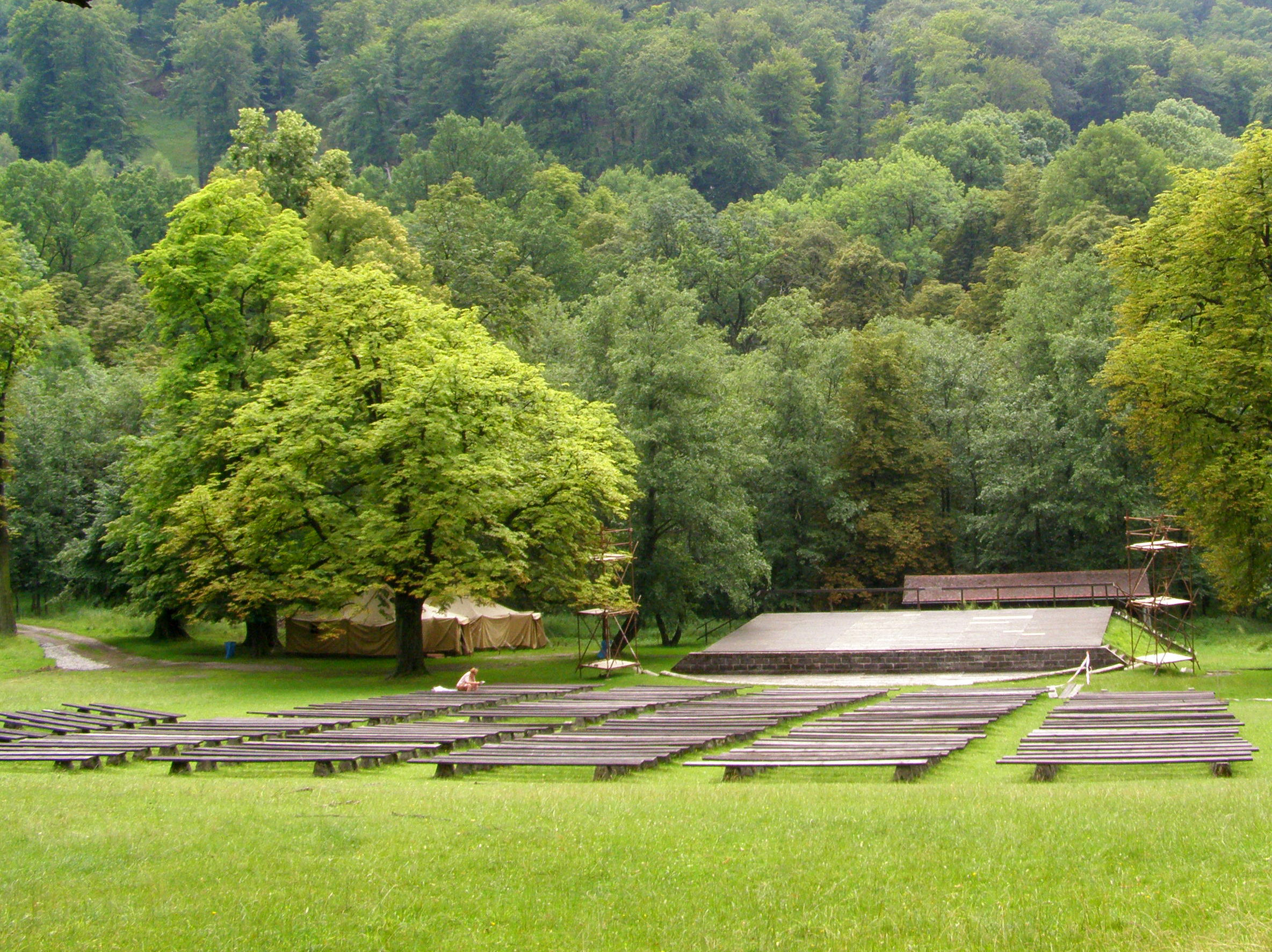
Amfiteátr v hukvaldské oboře
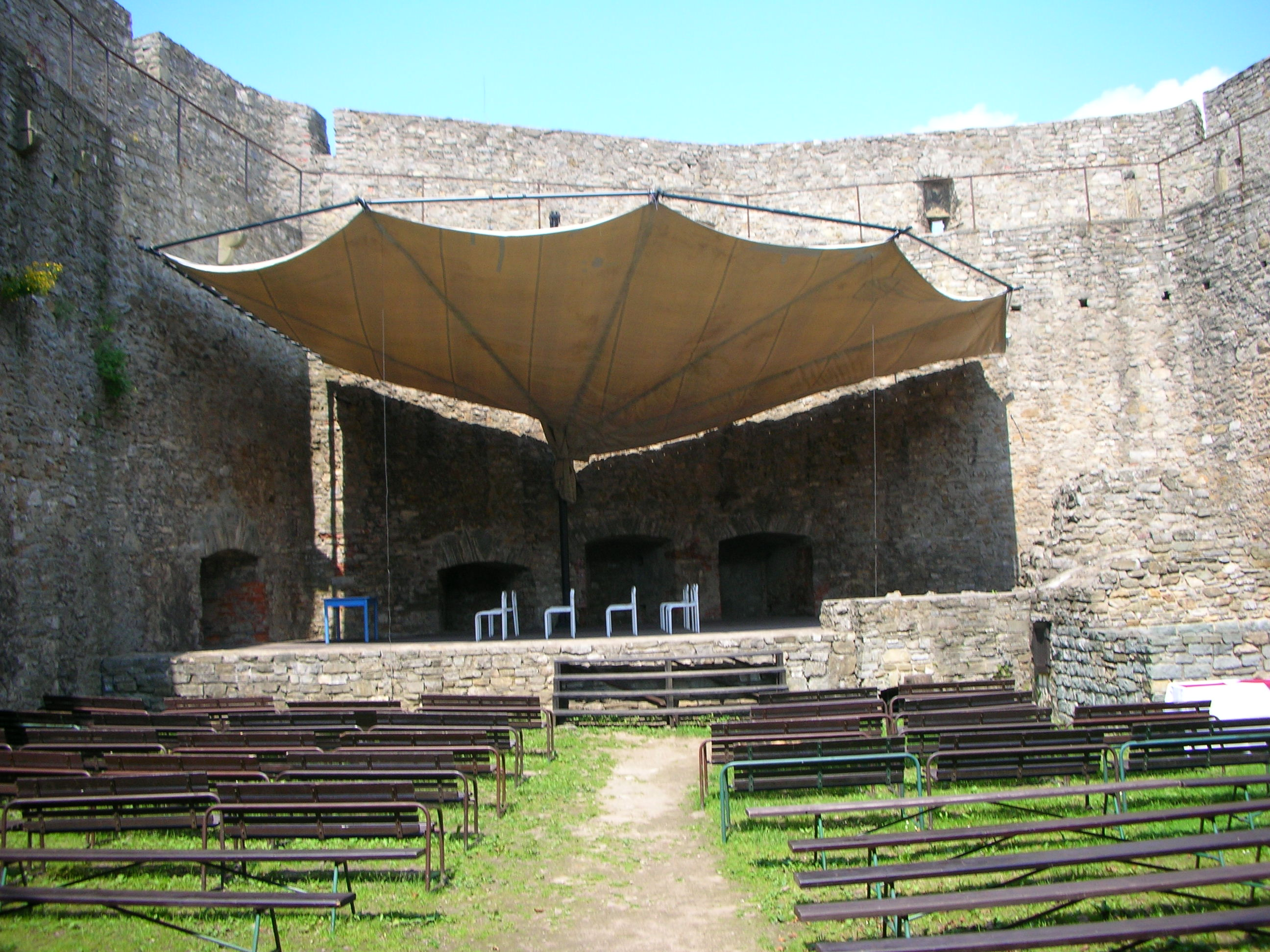
Hradní motta
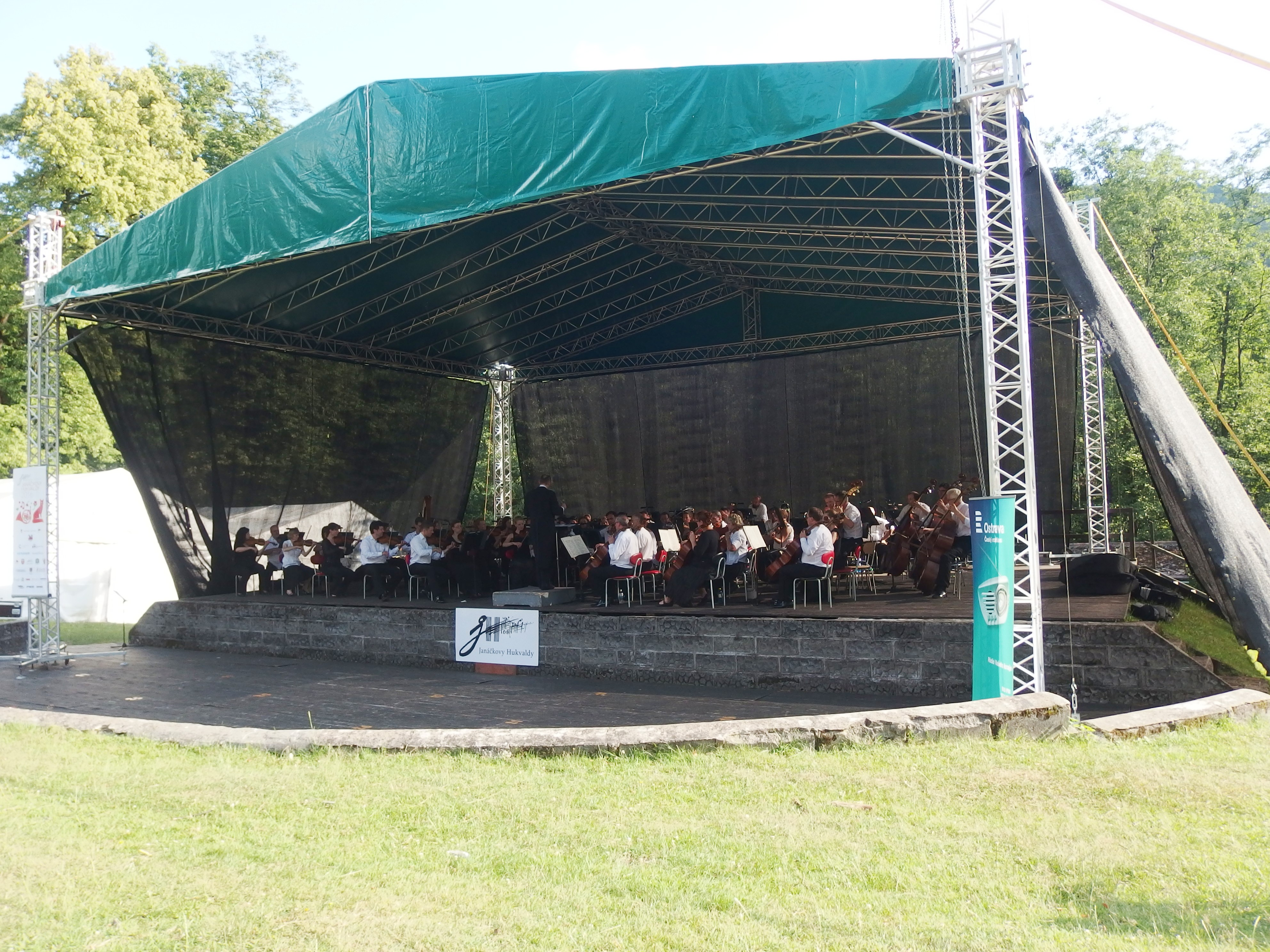
Koncert Janáčkovy filharmonie Ostrava 2. 7. 2016
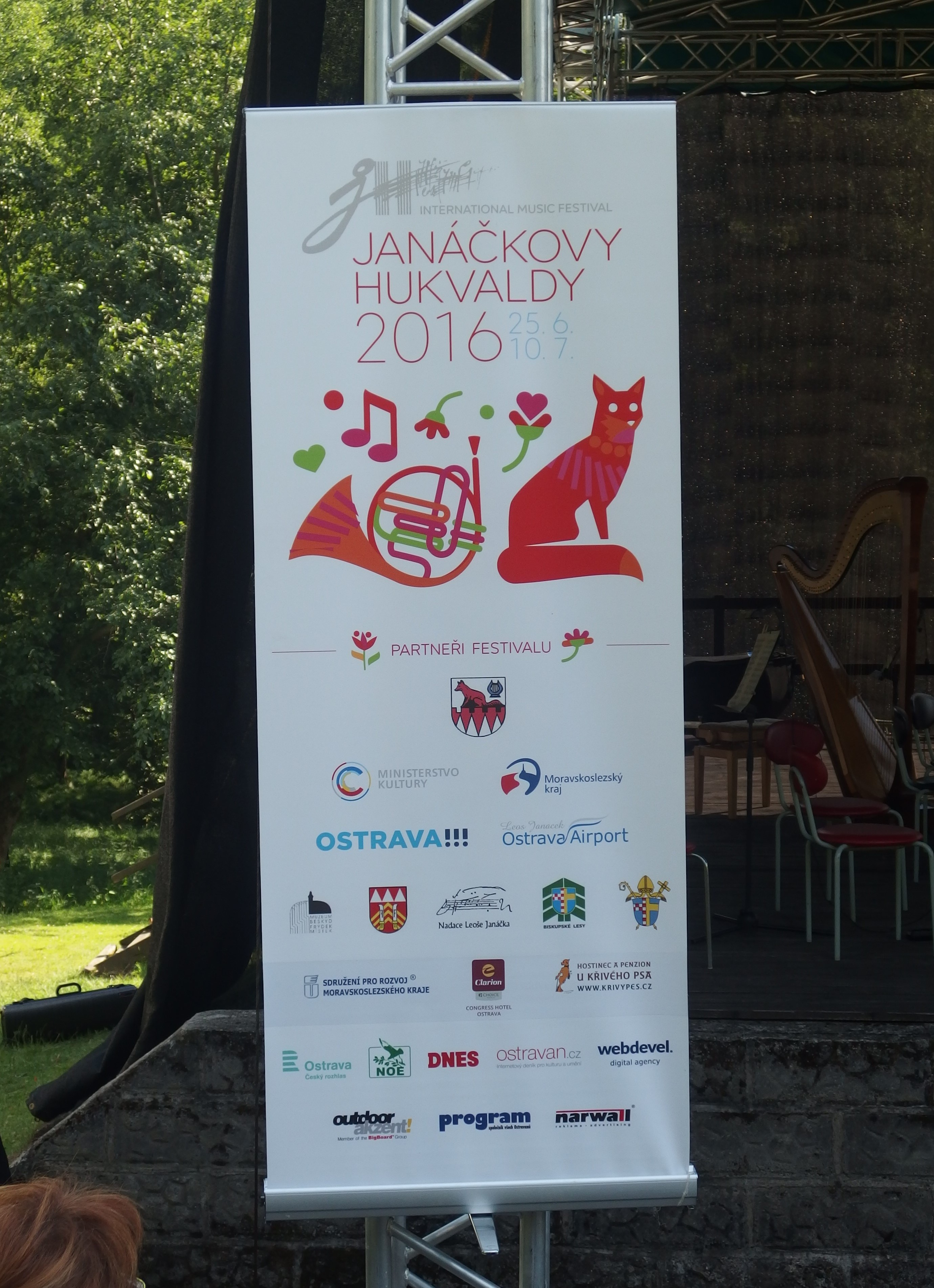
Plakát ročníku 2016